# 神田桃子
神田 桃子（かんだ ももこ、1986年9月24日 - ）は、日本の元プロボクサー。大阪府大阪市出身。寝屋川石田ボクシングクラブ所属。第2代OPBF女子東洋太平洋アトム級王者。

## 来歴
母の勧めで16歳よりボクシングジムに通う。
2006年5月にJWBCプロライセンスを取得。6月に上京し山木ジム（現山木ボクシングジム）に所属、12月15日デビュー戦を判定勝ちで飾る。
2007年限りで山木ジムを離脱。メキシコ修業を経て、2008年4月26日にメキシコでの復帰戦として後の世界王者イベス・サモラと対戦も判定負け。11月に帰国。
地元のハラダボクシングジムに所属し、2009年1月にJBC公認女子B級ライセンスを取得した。
2009年4月10日、JBCデビュー戦として後に世界王座に挑戦する秋田屋まさえと対戦も判定負け。
7月23日に元アマチュア全日本チャンピオン谷美幸に敗れた後、しばらく試合から遠ざかっていたが、2011年にプロテスト同期でもある井岡一翔が所属する井岡ジムへ移籍、8月28日の田中奈浦子戦でJBC初勝利を挙げた。
2012年4月26日、再びメキシコに渡りグアダルーペ・ラミレスと対戦も判定負け。
JBCライセンスは更新していなかったため2013年1月失効。
2月15日、メキシコにて自身初のタイトルマッチとしてジョセリン・アローヨ・ルイスが持つNABF女子フライ級王座に挑むが判定負け。

2014年より東京・小岩の勝又ジムに所属。
4月5日、約1年2ヶ月ぶりとなる復帰戦としてキャンプ座間でカロル・カストロ・マドリッドと対戦し、判定で勝利。
6月7日、フィリピン・マカティのマカティ・シネマ・スクエア・ボクシング・アリーナにてノンヌン・モー・クルンテープトンブリ（タイ）とのABCO女子アトム級コンチネンタル王座決定戦に挑み、3-0判定で勝利し初タイトル獲得。
8月22日、マカティ・シネマ・スクエア・ボクシング・アリーナにて初防衛戦、ノンヌン・モー・クルンテープトンブリとのダイレクトリマッチとなったが、自身初KOとなる4回TKO勝利で防衛成功。
11月17日、自身初の後楽園ホールでタナワン・シッサイトーン（タイ）と対戦し1回TKO勝利。
2015年3月5日、WBA女子世界ライトミニマム級王者宮尾綾香とノンタイトル6回戦。しかし、ジャッジ2人がフルマークを付ける0-3の判定負け。
6月12日、フィリピン・バコロドにてOPBF東洋太平洋女子アトム級王座決定戦に同級2位として出場し、9位のクリスティーヌ・ラトゥベに勝利して東洋太平洋王座獲得に成功した。
11月11日、世界初挑戦として後楽園ホールにて池原シーサー久美子が持つWBO女子世界ミニフライ級王座に挑戦。しかし、0-3の判定で敗れ世界王座奪取はならなかった。
2016年3月1日、後楽園ホールにて秋田屋まさえ相手にOPBF東洋太平洋女子アトム級王座の初防衛戦に挑むが、0-2の判定で敗れ王座陥落。この試合を最後に引退。
2017年10月6日付で協栄ジムへの移籍と現役復帰が発表された。
2018年1月1日、ディファ有明にて復帰第1戦を2回TKO勝利。
4月17日、後楽園ホールにて元WBC世界ミニフライ級王者黒木優子と復帰第2戦目を戦うが、0-3判定で敗れる。
2019年5月1日寝屋川石田ボクシングクラブ移籍。
移籍初戦は9月29日、豊中市で長井香織と対戦も1-2判定負け。
12月7日、WBO女子世界アトム級王者岩川美花とノンタイトルで対戦も0-3判定負け。
2020年7月25日、神戸市立中央体育館にて長井香織との日本女子アトム級王座決定戦に挑むが0-2判定負け、これを最後に引退。

## 戦績
- プロボクシング:25戦 10勝 4KO 13敗 2分
- JBC:19戦 7勝 3KO 12敗

| 戦           | 日付           | 勝敗 | 時間    | 内容    | 対戦相手                                     | 国籍       | 備考                                     |
| ------------ | -------------- | ---- | ------- | ------- | -------------------------------------------- | ---------- | ---------------------------------------- |
| 1            | 2006年12月15日 | 勝利 | 4R      | 判定3-0 | 相川周子(BCG)                                | 日本       | プロデビュー戦                           |
| 2            | 2007年5月13日  | 引分 | 4R      | 判定1-0 | 小林悠梨(フジワラ)                           | 日本       |                                          |
| 3            | 2007年6月24日  | 勝利 | 4R      | 判定3-0 | 黒田陽子(鴨居)                               | 日本       |                                          |
| 4            | 2007年7月29日  | 勝利 | 4R      | 判定3-0 | サヤカ(ナックルスポーツ)                     | 日本       |                                          |
| 5            | 2007年11月18日 | 引分 | 4R      | 判定1-1 | 小林悠梨(フジワラ)                           | 日本       |                                          |
| 6            | 2008年4月26日  | 敗北 | 4R      | 判定    | イベス・サモラ                               | メキシコ   |                                          |
| 7            | 2009年4月10日  | 敗北 | 4R      | 判定0-3 | 秋田屋まさえ(ワイルドビート)                 | 日本       |                                          |
| 8            | 2009年7月23日  | 敗北 | 4R      | 判定0-2 | 谷美幸(フュチュール)                         | 日本       |                                          |
| 9            | 2011年8月28日  | 勝利 | 4R      | 判定3-0 | 田中奈浦子(フュチュール)                     | 日本       |                                          |
| 10           | 2012年2月19日  | 敗北 | 4R      | 判定0-3 | 田中奈浦子(フュチュール)                     | 日本       |                                          |
| 11           | 2012年4月26日  | 敗北 | 4R      | 判定0-3 | グアダルーペ・ラミレス                       | メキシコ   |                                          |
| 12           | 2013年2月15日  | 敗北 | 10R     | 判定0-3 | ジョセリン・アローヨ・ルイス                 | メキシコ   | NABF女子フライ級タイトルマッチ           |
| 13           | 2014年4月5日   | 勝利 | 6R      | 判定3-0 | カロル・カストロ・マドリッド                 | メキシコ   |                                          |
| 14           | 2014年6月7日   | 勝利 | 6R      | 判定3-0 | ノンヌン・モー・クルンテープトンブリ         | タイ       | ABCO女子アトム級コンチネンタル王座決定戦 |
| 15           | 2014年6月22日  | 勝利 | 4R      | TKO     | ノンヌン・モー・クルンテープトンブリ         | タイ       | ABCO女子アトム級コンチネンタル王座防衛1  |
| 16           | 2014年11月17日 | 勝利 | 1R 0:55 | TKO     | タナワン・シッサイトーン                     | タイ       |                                          |
| 17           | 2015年3月5日   | 敗北 | 6R      | 判定0-3 | 宮尾綾香(大橋)                               | 日本       |                                          |
| 18           | 2015年6月12日  | 勝利 | 1R      | TKO     | クリスティーヌ・ラトゥベ                     | フィリピン | OPBF女子東洋太平洋アトム級王座決定戦     |
| 19           | 2015年11月11日 | 敗北 | 10R     | 判定0-3 | 池原シーサー久美子(フュチュール)             | 日本       | WBO女子世界ミニフライ級タイトルマッチ    |
| 20           | 2016年3月1日   | 敗北 | 8R      | 判定0-2 | 秋田屋まさえ(ワイルドビート)                 | 日本       | OPBF女子東洋太平洋世界アトム級王座陥落   |
| 21           | 2018年1月1日   | 勝利 | 2R      | TKO     | ペットチョムプー・モークルンテープトンブリー | タイ       |                                          |
| 22           | 2018年4月17日  | 敗北 | 8R      | 判定0-3 | 黒木優子(YuKOフィットネス)                   | 日本       |                                          |
| 23           | 2019年9月29日  | 敗北 | 6R      | 判定1-2 | 長井香織(明石)                               | 日本       |                                          |
| 24           | 2019年12月7日  | 敗北 | 8R      | 判定0-3 | 岩川美花(高砂)                               | 日本       |                                          |
| 25           | 2020年7月25日  | 敗北 | 6R      | 判定0-2 | 長井香織(真正)                               | 日本       | 日本女子アトム級王座決定戦               |
| テンプレート |                |      |         |         |                                              |            |                                          |

## 獲得タイトル
- ABCO女子アトム級コンチネンタル王座
- 第2代OPBF女子東洋太平洋アトム級王座